# Simon Skjodt Assembly Hall
 (mars 2025).
Si vous disposez d'ouvrages ou d'articles de référence ou si vous connaissez des sites web de qualité traitant du thème abordé ici, merci de compléter l'article en donnant les références utiles à sa vérifiabilité et en les liant à la section « Notes et références ».
La Simon Skjodt Assembly Hall est une salle omnisports située à Bloomington, dans l'État de l'Indiana. L'arène est principalement utilisée pour les rencontres de basket-ball et les concerts.